# Autoroute A31 (Italie)

Tracé de l'A31

L'autoroute 31 ou A31 dite Autostrada della Val d'Astico (Valdastico) est une autoroute italienne qui relie Badia Polesine, à Piovene Rocchette près de la ville de Vicence en Vénétie. Le tronçon entre Vicence et Piovene Rocchette est ouvert en 1976, en 2013 entre Vicence et Agugliaro, et en 2015 entre Noventa Vicentina et Badia Polesine. Elle est longue de 83,1 km.
L'ouvrage majeur de l'autoroute est le pont à haubans sur l'Adige inauguré en 2014, simultanément à la mise en service du tronçon autoroutier entre la Strada statale 434 Transpolesana et le péage de Santa Margherita d'Adige.

## Parcours

Tracé de l'A31

| A31 VICENZA-PIOVENE ROCCHETTE Valdastico |                                                                |      |      |          |                  |
| Type                                     | Indications                                                    | ↓km↓ | ↑km↑ | Province | Route européenne |
|                                          | Autoroute Turin – Trieste                                      | 0    | 35,6 | VI       |                  |
|                                          | Vicence Nord Trévise                                           | -    | -    | VI       |                  |
|                                          | Aire de services Postumia                                      | -    | -    | VI       |                  |
|                                          | Dueville                                                       | -    | -    | VI       |                  |
|                                          | Thiene - Schio                                                 | -    | -    | VI       |                  |
|                                          | Barrière de Piovene Rocchette                                  | -    | -    | VI       |                  |
|                                          | Piovene Rocchette Trente                                       | -    | -    | VI       |                  |
|                                          |                                                                | 35,6 | 0    | VI       |                  |
|                                          | Pedemontana Veneta Bassano del Grappa - Montebelluna - Trévise | 76,5 | -    | VI       |                  |